# Valentina Radulović
Pour les articles homonymes, voir Radulović.
Valentina Radulović (en macédonien : Валентина Радуловиќ), née Valentina Tarculovska le 10 mars 1975 à Skopje en Yougoslavie (aujourd'hui en Macédoine du Nord), est une ancienne joueuse macédonienne de handball. Elle évoluait au poste d'ailière gauche.

## Palmarès

### En équipe nationale
championnats du monde
- 7e place du championnat du monde 1997
- 15e place du championnat du monde 2005
- 12e place du championnat du monde 2007

championnats d'Europe
- 8e place au championnat d'Europe 1998
- 7e place au championnat d'Europe 2008[2]

### En club
compétitions internationales
- vainqueur de la Ligue des champions (2) : 2004 et 2005

compétitions nationales
- vainqueur du Championnat de Macédoine (6) : 1998, 1999, 2000, 2006, 2007 et 2008
- vainqueur de la coupe de Macédoine (6) : 1998, 1999, 2000, 2006, 2007 et 2008
- vainqueur du Championnat d'Autriche (3) : 2001, 2002 et 2003
- vainqueur de la coupe d'Autriche (3) : 2001, 2002 et 2003
- vainqueur du championnat du Danemark (1) : 2005
- vainqueur de la coupe du Danemark (1) : 2005

### Récompenses individuelles
- élue meilleure ailière droite du championnat du monde championnat du monde 1997
- nommée à l'élection de la meilleure handballeuse mondiale de l'année en 1998